# Isa Briones
Pour les articles homonymes, voir Briones (homonymie).
Isabella « Isa » Briones, née le 17 janvier 1999 à Londres, en Angleterre, est une actrice américaine.

## Jeunesse
Briones est née à Londres de Jon Jon et Megan Briones (née Johnson). Le premier, ainsi que le frère cadet d'Isa, Teo, sont des acteurs ; ce dernier est comédien et chanteur. Elle est d'origine philippine, irlandaise et suédoise,. Briones a d'abord travaillé comme mannequin à New York, à l'âge de trois ans. En 2006, sa famille a déménagé à Los Angeles. Briones a fréquenté le Millikan Middle School et le Los Angeles County High School for the Arts, et a obtenu son diplôme d'études secondaires en mars 2017.

## Carrière
Depuis 2008, Briones travaille comme actrice. La même année, elle a joué un rôle secondaire dans le court métrage Persuasion et le long métrage Brown Soup Thing. Elle est également comédienne dans des pièces de théâtre, ayant reçu un prix Ovation en 2018 pour son rôle de Natalie dans Next to Normal.
Briones joue actuellement dans Star Trek: Picard en tant que Dahj et Soji Asher.
Elle est membre de SAG-AFTRA.
Depuis 2023, elle tient un des rôles principaux de la série Chair de Poule, sur Disney +. 

## Filmographie
| Année | Titre                                                     | Rôle             | Remarques                                        |
| ----- | --------------------------------------------------------- | ---------------- | ------------------------------------------------ |
| 2018  | The Assassination of Gianni Versace: American Crime Story | Elena Cunanan    | Jon Jon Briones, son père, y joue aussi un rôle. |
| 2020  | Star Trek: Picard                                         | Dahj, Soji Asher |                                                  |
| 2023  | Chair de poule                                            | Margot Stokes    |                                                  |
| 2025  | The Pitt                                                  | Trinity Santos   |                                                  |